# Buergersiochloa
Buergersiochloa là một chi thực vật có hoa trong họ Hòa thảo (Poaceae).

## Loài
Chi Buergersiochloa gồm các loài: